# Bart le tombeur
Bart le tombeur (France) ou Bart l'amoureux (Québec) (Bart the Lover) est le 16e épisode de la saison 3 de la série télévisée d'animation Les Simpson.

## Synopsis
Madame Krapabelle passe une petite annonce dans un journal pour trouver l'homme de sa vie. Bart trouve un extrait du journal pendant une heure de colle qu'Edna Krapabelle lui a infligée. Pour s'en venger, il décide de se faire passer pour un homme qui a lu son annonce avec intérêt. Leurs courriers devenant de plus en plus intimes, Bart décide de lui donner rendez-vous dans un restaurant et lui pose un lapin. Son institutrice, trompée une fois de plus, fond en larmes dans le restaurant. Pris de remords, Bart avoue la vérité à sa famille et ensemble, les Simpson écrivent une merveilleuse lettre d'adieu à Edna, ce qui lui redonne la pêche.